# Franco Solinas
Franco Solinas (Cagliari, 19 gennaio 1927 – Fregene, 14 settembre 1982) è stato uno sceneggiatore e scrittore italiano.

## Biografia
Figlio di Pietro Solinas, colonnello dell'esercito di nobile famiglia sarda, e di Maria Maddalena Casazza, figlia di Ermenegildo, un commerciante genovese installatosi sull'isola de La Maddalena nel 1880, Franco Solinas passa i suoi primi anni al seguito dei genitori con la sorella Licia nelle città dove il padre prestava servizio (Cagliari, Belluno, Roma, Taranto). Nel 1932, a seguito della morte del padre, la madre rientra nella casa paterna sull'isola de La Maddalena, sino a quando, nel 1939, si trasferisce a Roma per seguire gli studi dei figli.
Laureatosi a Sassari in giurisprudenza, ma ormai residente a Roma, Solinas rimarrà sempre profondamente legato alla Sardegna, terra dei suoi avi, dove tornava appena poteva per scrivere e dedicarsi, con gli amici sardi, alla caccia e alla pesca.
Dalla fine degli anni '40 collabora a diversi quotidiani con racconti e brevi novelle; diventa vice-critico cinematografico de l'Unità e critico di Paese Sera. Dopo aver pubblicato il romanzo Squarciò (Feltrinelli 1956), da cui Gillo Pontecorvo trae il film La grande strada azzurra (1957), inizia a collaborare alla stesura di sceneggiature cinematografiche con Mario Monicelli e Steno, e lavora con Age e Scarpelli. Risale a quegli anni la sua collaborazione con Roberto Rossellini, per il quale lavora al soggetto e alla sceneggiatura di Vanina Vanini (1961).
Persiane chiuse (1951), soggetto scritto con Sergio Sollima, realizzato in seguito da Luigi Comencini, è uno dei suoi primi progetti firmati. Gli anni a seguire saranno caratterizzati dal proficuo sodalizio con Ugo Pirro, anche se le sceneggiature e i soggetti scritti assieme arriveranno sullo schermo senza le loro firme. La coppia si divide e i due autori prendono strade diverse rimanendo amici e protagonisti europei dal cinema d'impegno sociale.
Esordio di Gillo Pontecorvo nel cinema, l'episodio Giovanna (1956) del film di Joris Ivens La rosa dei venti, segna l'inizio del fertile sodalizio con Solinas. Nel 1957 Pontecorvo realizza La grande strada azzurra tratto dal romanzo di Solinas Squarciò, cui segue Kapò (1960) che segna una svolta nella carriera di entrambi; il film viene infatti candidato all'Oscar come miglior film straniero ed ottiene un considerevole risalto internazionale.
Nel 1960 con Francesco Rosi per Salvatore Giuliano firma la sceneggiatura insieme a Suso Cecchi D'Amico e Enzo Provenzale. Sono sempre di questi anni le sceneggiature di Quien sabe?, primo western politico, La resa dei conti per Sergio Sollima e il soggetto de Il mercenario per Sergio Corbucci. Ma è con La battaglia di Algeri, candidato all'Oscar sia come miglior film straniero che come migliore sceneggiatura, che Solinas si afferma internazionalmente; da quel momento verrà riconosciuto come uno dei migliori scrittori per il cinema. Il film, lucido e spietato, viene osteggiato dal governo francese e uscirà in Francia molti anni dopo. L'interesse di Franco Solinas a rappresentare i temi del colonialismo e dell'imperialismo rimarrà costante nel tempo: sempre per Pontecorvo scrive Queimada insieme a Giorgio Arlorio.
All'inizio degli anni settanta Costa-Gavras lo contatta per scrivere L'Amerikano (Etat de siège). Dal lungo lavoro di documentazione e di scrittura risulta un film che presenta una realtà delicata e complessa, come quella dei regimi sudamericani e il terrorismo, con una dialettica equilibrata che non rinuncia ad un intreccio narrativo serrato e pieno di suspense. Il sodalizio con Costa-Gravas continua con un progetto non realizzato, Il Cormorano, sul tema delle multinazionali. Nel 1975 scrive Il sospetto con Francesco Maselli, film che ripercorre gli anni dell'attività clandestina del Partito Comunista Italiano durante il fascismo. L'incontro con Joseph Losey dà vita a Mr. Klein, storia di un personaggio e del suo "doppio" ambientata nella Parigi del 1942 prima della grande retata degli ebrei. La collaborazione con Losey continua con un progetto sulla grande epopea storica dedicata all'unificazione dell'Arabia Saudita ad opera di Ibn Saud, La battaglia, sceneggiatura mai realizzata per difficoltà produttive e politiche. L'ultimo film scritto da Solinas, Hanna K., è di nuovo in tandem con Costa-Gravas e racconta il dilemma ancora attuale e tragico di Israele e del popolo palestinese nella chiave insolita della storia della presa di coscienza individuale e politica di una donna, avvocatessa a Gerusalemme. Il film, realizzato dopo la morte dello scrittore, viene presentato alla Mostra del cinema di Venezia del 1983.
Nel 1985 a La Maddalena, su idea di Gian Maria Volonté e iniziativa di Felice Laudadio, viene istituito il premio Solinas per la migliore sceneggiatura inedita.

## Filmografia

### Aiuto regia
- Il sentiero dell'odio di Sergio Grieco (1950)

### Sceneggiatore
- Persiane chiuse, regia di Luigi Comencini (1951)
- Gli eroi della domenica, regia di Mario Camerini - non accreditato (1952)
- Cinque poveri in automobile, regia di Mario Mattoli - non accreditato (1952)
- Cavalleria rusticana, regia di Carmine Gallone - non accreditato (1953)
- Di qua, di là del Piave, regia di Guido Leoni (1954)
- La donna più bella del mondo, regia di Robert Z. Leonard (1955)
- Giovanna, regia di Gillo Pontecorvo, episodio del film La rosa dei venti (1956)
- I fidanzati della morte, regia di Romolo Marcellini (1957)
- La grande strada azzurra, regia di Gillo Pontecorvo (1957)
- Kapò, regia di Gillo Pontecorvo (1959)
- Ombre bianche (The Savage Innocents), regia di Nicholas Ray (1960)
- Vanina Vanini, regia di Roberto Rossellini (1961)
- Madame Sans-Gêne, regia di Christian-Jaque (1961)
- Salvatore Giuliano, regia di Francesco Rosi (1962)
- Una vita violenta, regia di Paolo Heusch (1962)
- Le soldatesse, regia di Valerio Zurlini (1964)
- La battaglia di Algeri, regia di Gillo Pontecorvo (1966)
- La resa dei conti, regia di Sergio Sollima
- Quién sabe?, regia di Damiano Damiani
- Il mercenario, regia di Sergio Corbucci (1968)
- Tepepa, regia di Giulio Petroni (1969)
- Queimada, regia di Gillo Pontecorvo (1969)
- L'Amerikano (État de siège), regia di Costa Gavras (1972)
- Il sospetto, regia di Francesco Maselli (1975)
- Mr. Klein (Monsieur Klein), regia di Joseph Losey (1976)
- Hanna K., regia di Costa Gavras (1979)

## Sceneggiature non realizzate
- Parà per Gillo Pontecorvo (1963, prima versione del progetto che diventerà La battaglia di Algeri)
- La vita è come un treno, come un treno (1971, con Giorgio Arlorio)
- La battaglia - Ibn-Seoud (1977, per Joseph Losey)

## Narrativa
- Squarciò (romanzo)
- Le pecore di Emiliano (racconto)
- Cacaspiagge (racconto)
- Uno di loro (racconto)
- Quattro piani di scale (racconto)
- Un cane in chiesa (racconto)
- Con quelle mani! (racconto)
- La chiromante e il destino (racconto)
- La finestra di Felicina (racconto)
- Stornelli in osteria (racconto)
- Per un barile di vino (racconto)
- Ritorno in motozattera (racconto)
- Squarciò e altri scritti, Ilisso, Nuoro, 2001, ISBN 9788887825275

## Altre risorse
- Franco Solinas scrittore di cinema raccontato da Gillo Pontecorvo e Costa-Gavras, documentario, regia di Marco Pontecorvo e Francesca Solinas (2002)